# محمد داراشکوه

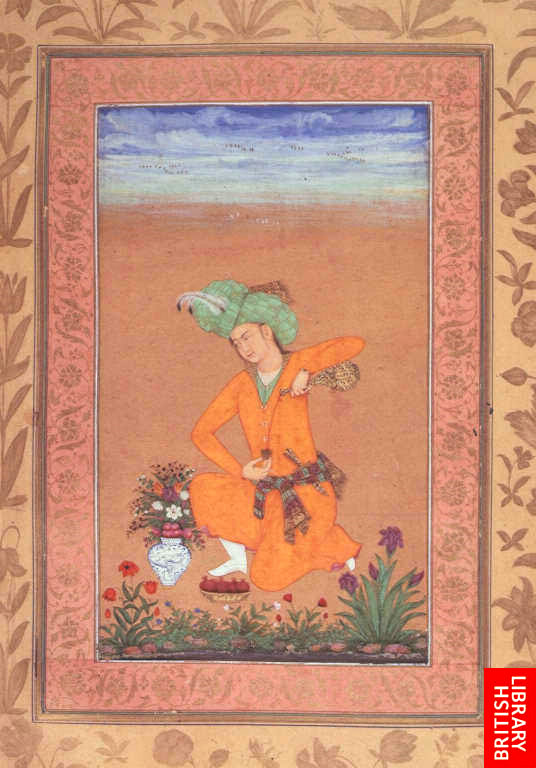
تصویری از یک شاهزاده ایرانی که توسط محمد خان داراشکوه نقاشی شده واقع در موزه رویال بریتانیا

محمد داراشُکوه، پسر بزرگ شاه جهان و ملکه ممتاز محل بود. او دانشور، ادیب، شاعر پارسی‌گو، صوفی و دارای تألیفات فارسی و نیز دیوان اشعار بوده‌ است. داراشکوه با عنوان ولیعهد بلافصل («وارث قانونی»)، پادشاه‌زاده بزرگ‌مرتبه («شاهزاده عالی رتبه») و شاه بلنداقبال («شاه خوش‌شانس») منصوب شد و توسط پدر و خواهر بزرگتر قدرتمندش، شاهزاده خانم جهان‌آرا بیگم به عنوان جانشین مورد علاقه قرار گرفت. در جنگ جانشینی پس از بیماری شاه جهان در سال ۱۵ سپتامبر ۱۶۵۷، دارا توسط برادر کوچکترش شاهزاده محی الدین (بعداً امپراتور اورنگ‌زیب) در چندین جنگ سرنوشت‌ساز به سختی شکست خورد. وی در سال ۳۰ اوت ۱۶۵۹ شب هنگام به دستور اورنگ‌زیب در مبارزه‌ای سخت برای رسیدن به سلطنت شاهنشاهی اعدام شد و سرش را بریده و برای اطمینان به اورنگ‌زیب آوردند و بعد به پدرش شاه جهان هدیه دادند.
این شاهزادهٔ گورکانی را در تذکره‌ها در زمره خوشنویسان و از شاگردان استاد نستعلیق پرآوازه‌ٔ ایرانی عبدالرشید دیلمی ذکر کرده‌اند.

## معنی داراشُکوه
دارا تلفظ دیگری از داریوش، پادشاه هخامنشی است که در تاریخ‌نگاری سنتی ایران آمده است. داراشکوه به معنای «دارای شکوهی همانند داریوش» می‌باشد.

## سرنوشت

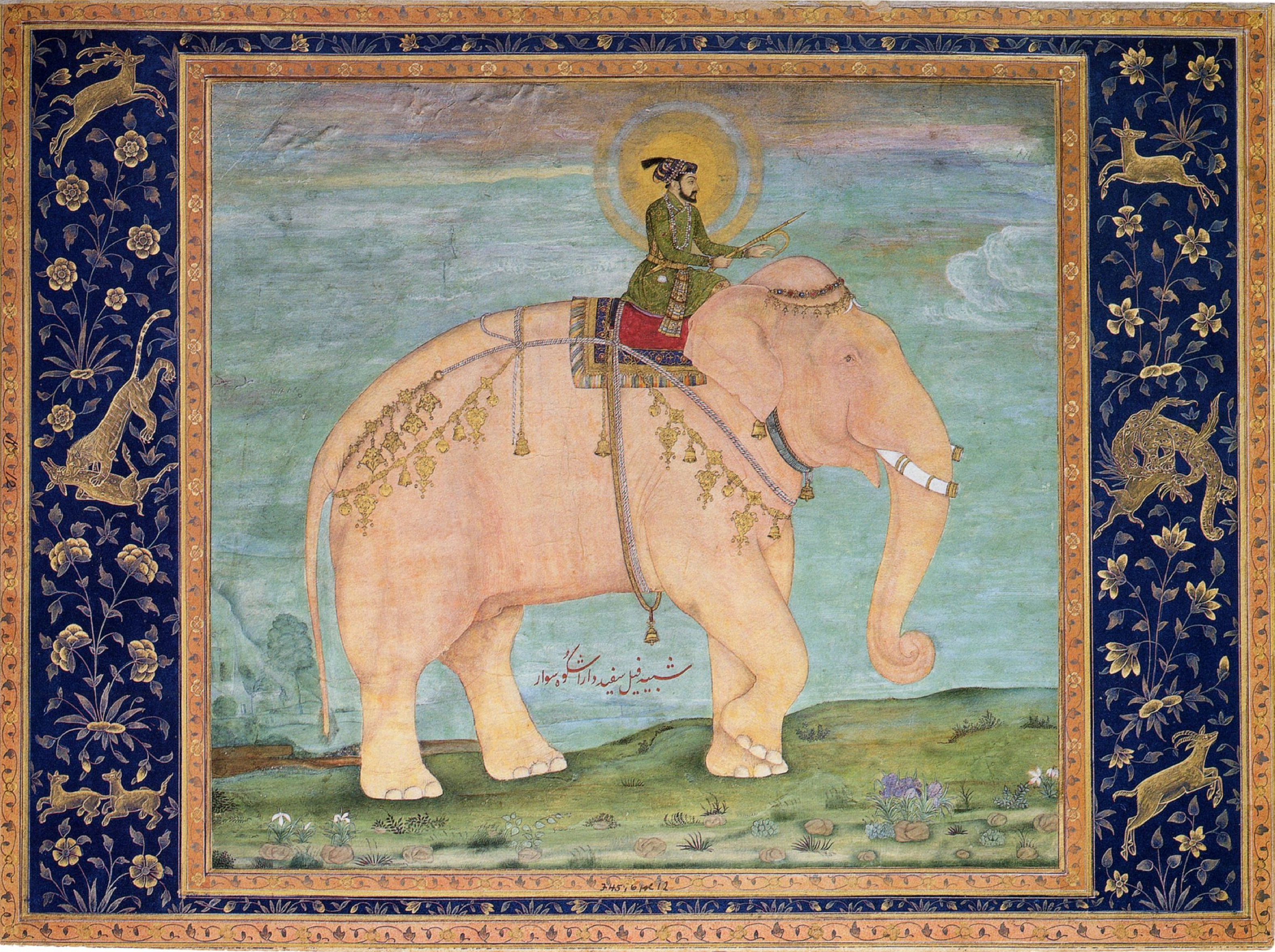
نگاره‌ای از داراشکوه، سوار بر فیل هندی

شاه‌جهان در رمضان ۱۰۶۸ ه‍. ق (۱۶۵۸م) بیمار شد و میان فرزندانش رقابتی خونین برای تصاحب تاج و تخت درگرفت. داراشکوه پسر بزرگتر به‌طور طبیعی جانشین او شناخته می‌شد؛ اما برادر دوم، شاه‌شجاع در بنگال اعلام جانشینی پدر کرد. سپاهیان شاه‌جهان و داراشکوه به نبرد با شاه‌شجاع پرداختند و او ناگزیر به عقب‌نشینی شد.
بلافاصله جوان‌ترین پسر، مرادبخش با قول نهانی حمایت از اورنگ‌زیب که پسر سوم بود، در گجرات اعلام پادشاهی کرد. اورنگ‌زیب به ظاهر در حمایت از مرادبخش از اورنگ‌آباد به سمت شمال تاخت. شاه‌جهان رسماً اعلام کرد که داراشکوه جانشین اوست و تاج و تخت را به او سپرده است؛ اما اورنگ زیب اعلام کرد که داراشکوه حکومت را غصب کرده است و به‌سوی پایتخت تاخت. حاکم راجپوت برای جلوگیری از پیش‌روی اورنگ‌زیب و مرادبخش به نبرد با آنان پرداخت. اورنگ زیب او را شکست داده و تمرکز خود را بر سپاه داراشکوه افزایش داد. پس از آن با مجموعه‌ای از جنگ‌های خونین، سپاه داراشکوه را درهم کوبید. او از ترس جان به دهلی گریخت و شاه‌جهان را در آگره پشت سر گذاشت. پادشاه پیر در قلعه آگره به محاصره قوای پسرش اورنگ‌زیب درآمد. اورنگ زیب از ملاقات با پدر سر باز زد و اعلام کرد برادرش داراشکوه از دین خارج شده است. سپس با وعده اهدای هدایای ارزشمند، هم‌پیمان خود مرادبخش را فراخواند؛ اما او را گرفته و به زندان افکند و خود به دهلی رانده به سلطنت نشست.
اورنگ‌زیب پس از سه سال زندانی کردن مرادبخش او را کشت. او نبردهای سنگینی با داراشکوه کرد که عاقبت با خیانت یکی از سران سپاه داراشکوه، توانست او را اسیر کند و پس از چند هفته زندان و تحقیر، از آنجایی که هنوز او را رقیبی برای خود می‌دید و با اصرار روشن آرا که از بازگشت احتمالی او از قدرت می‌ترسید اعلام کرد که مرتد است و به دستور شاهنشاهی عده‌ای از متعصبین شبانه او را کشتند و سرش را به نزد اورنگ زیب و روشن آرا آوردند. آنها بعد سر را در جعبه‌ای به پدرشان شاه جهان فرستادند، که پس از دیدن این صحنه بیهوش به زمین افتاد. همچنین اورنگ‌زیب به شاه‌شجاع در ابتدا فرمانروایی بنگال را پیشنهاد کرد؛ اما از آنجایی که شاه‌شجاع می‌دانست وعده برادرش توخالی است به نبرد با او ادامه داد؛ اما شکست خورد و به برمه گریخت تا از آنجا به مکه و سپس به ایران برود، اما به دست فرمانروای آنجا کشته شد؛ و شاه‌جهان نیز در سال ۱۰۷۶ ه‍. ق / ۱۶۶۶م در حبس درگذشت.

## تألیفات
کتاب‌های داراشکوه عبارت‌اند از: مجمع البحرین، سفینة الاولیاء، سکینة الاولیاء، حسنات العارفین و رساله حق‌ نما. او علاوه بر این‌ها دیوان شعری به نام «اکسیر اعظم» نیز دارد. داراشکوه به زبان قدیم هند (سانسکریت) آشنا بوده ‌است و از زبان سانسکریت کتاب «اوپانیشاد» را به نام «سرالاسرار» یا «سرّ اکبر» به فارسی ترجمه کرده‌است.  ترجمه دو کتاب دیگر هندوان نیز به داراشکوه نسبت داده شده است، یکی جوگ بشست و دیگری بهگود گیتا. او در اشعار، خود را «قادری» خوانده و این کلمه تخلص او است. کتاب «سرالاسرار» او تاثیر انکارناپذیری بر آرتور شوپنهاور در نوشتن کتاب مشهورش جهان همچون اراده و تصور بر جا گذاشته است.